# HD 74180
HD 74180 (nota anche come b Velorum) è una stella supergigante bianco-gialla di magnitudine 3,82 situata nella costellazione delle Vele. Dista 3106 anni luce dal sistema solare.

## Osservazione
Si tratta di una stella situata nell'emisfero celeste australe. La sua posizione è fortemente australe e ciò comporta che la stella sia osservabile prevalentemente dall'emisfero sud, dove si presenta circumpolare anche da gran parte delle regioni temperate; dall'emisfero nord la sua visibilità è invece limitata alle regioni temperate inferiori e alla fascia tropicale. Essendo di magnitudine 3,8, la si può osservare anche dai piccoli centri urbani senza difficoltà, sebbene un cielo non eccessivamente inquinato sia maggiormente indicato per la sua individuazione.
Il periodo migliore per la sua osservazione nel cielo serale ricade nei mesi compresi fra dicembre e maggio; nell'emisfero sud è visibile anche all'inizio dell'inverno, grazie alla declinazione australe della stella, mentre nell'emisfero nord può essere osservata limitatamente durante i mesi della tarda estate boreale.

## Caratteristiche fisiche
HD 74180 è una binaria ottica in cui la componente principale è una stella di magnitudine 3,82 classificata come supergigante gialla. Si tratta di una giovane stella estremamente luminosa e massiccia, la sua massa è infatti 21 volte quella solare e come tutte le stelle di questa massa la sua vita è relativamente breve.
La componente B è di magnitudine 10,5, separata da 37,5 secondi d'arco da A e con angolo di posizione di 058 gradi. Si tratta probabilmente di una compagna ottica non legata gravitazionalmente alla supergigante.